# Evan Gumbs
Evan McArthur Gumbs (* 5. Februar 1964 in Long Ground, Anguilla) ist ein Politiker aus Anguilla.

## Leben
Evan McAuthur Gumbs ist das siebte von acht Kindern des Autowerkstattbetreibers Alfred „Fred“ Gumbs und dessen Ehefrau Clara Gumbs. Er besuchte die Grundschule in der The Valley sowie die dortige Sekundarschule Valley Secondary School, die heutige Albena Lake Hodge Comprehensive School. Nach dem Schulabschluss arbeitete er einige Jahre in der Bau- und Tourismusindustrie, ehe er nach dem Tode seines Vaters die Autowerkstatt Highway Tyre Service mit übernahm. Er spielte zeitweise in der Basketball-Nationalmannschaft.
Bei den Wahlen am 8. Februar 2005 kandidierte er für die Anguilla United Movement (AUM) des ehemaligen Chief Minister von Anguilla Hubert Hughes im Wahlkreis District 4: Valley South. Er unterlag allerdings mit 349 Stimmen (35,04 Prozent) Victor Banks von der Antigua United Front (AUF), auf den 539	Wählerstimmen (54,12 Prozent) entfielen, während der Drittplatzierte parteilose Kandidat Iwandai Gumbs 108 Stimmen (10,84 Prozent) bekam.
Bei der darauf folgenden Wahl am 15. Februar 2010 bewarb sich Gumbs erneut für die AUM im Wahlkreis District 4: Valley South und konnte sich dieses Mal mit 788	Wählerstimmen (53,79 Prozent) gegen Victor Banks von der AUF (677 Stimmen, 46,21 Prozent) durchsetzen, der nach 25 Jahren Parlamentszugehörigkeit aus dem House of Assembly ausscheiden musste. Nach der Wahl wurde Gumbs von Chief Minister Hubert Hughes	in dessen Regierung berufen und übernahm die Ämter als Minister für Infrastruktur, Kommunikation, Versorgung und Wohnungswesen.
Bei der Wahl am 22. April 2015 traten insgesamt 19 Kandidaten für die sieben zu vergebenden Sitze an. Sowohl die Mehrheit der Anguillan United Movement (AUM) unter der Leitung von Dr. Ellis L. Webster, der Nachfolger des nicht erneut kandidierenden Hughes war, als auch die von Victor Banks angeführte oppositionelle Anguillan United Front (AUF) haben in jedem der sieben Wahlkreise einen Kandidaten aufgestellt. Am Wahltag gab es einen Erdrutschsieg für die Anguilla United Front (AUF), die sechs der sieben Sitze gewann. Banks wurde nach fünfjähriger Abwesenheit im Wahlkreis District 4: Valley South wieder zum Abgeordneten gewählt und besiegte mit 1057 Stimmen (60,75 Prozent) den bisherigen Wahlkreisinhaber Evan Gumbs von der AUM (655, 37,64 Prozent) sowie George L. Kentish von DOVE (28 Stimmen, 1,61 Prozent) deutlich. Nach nur fünfjähriger Parlamentszugehörigkeit schied Gumbs damit aus dem House of Assembly sowie der Regierung. Danach engagierte er sich als Präsident des Radsportverbandes (Anguilla Cycling Association) und gründete das John T. Memorial Cycle Race, das zu einem jährigen Radrennevent im Karibikraum wurde. 
Bei den Wahlen am 29. Juni 2020 kandidierte Evan Gumbs nicht erneut für ein Mandat im Parlament. Für die in Anguilla Progressive Party/Anguilla Progressive Movement (APP/APM) umbenannte AUM kandidierte im Wahlkreis District 4: Valley South Dee-Ann Kentish-Rogers, die im Siebenkampf unter anderem an den Commonwealth Games 2014 teilgenommen hatte sowie 2018 Miss Universe Great Britain war, und die den amtierenden Chief Minister Victor Banks bei der Wahl mit 861 zu 755 schlug.